# Bolaños (község)
Bolaños község Mexikó Jalisco államának északi részén, Norte régióban. 2010-ben lakossága kb. 6800 fő volt, ebből mintegy 900-an laktak a községközpontban, Bolañosban, a többi 5900 lakos a község területén található 164 kisebb-nagyobb településen élt.

## Fekvése
A község Jalisco állam északi nyúlványában, a Nyugati-Sierra Madre hegyei között fekszik 900 és 2700 méteres tengerszint feletti magasságok között. A csapadék évi mennyisége átlagos, de időbeli eloszlása egyenetlen, ezért nem minden vízfolyása állandó, sok az időszakos patak. Fontosabb állandó vízfolyásai a Bolaños, a Borrotes, a Cañada Grande, a Camotlán, az El Diablo, az El Huichol, az El Pescado, az El Salto, az El Zapote, a La Soledad és a Tierra Amarilla, az időszakosak közül jelentősebbek a Del Tule, az El Aguacate, az El Pescado, a Fresnos, a Guanajuatillo, a La Cañada, a Los Amoles és a Ratoncita. A község területének közel kétharmadát erdők borítják (főként a középső és a nyugati részeken), a rétek és legelők csaknem 20%-ot tesznek ki.

## Élővilág
A hegyvidékek magasabb részén a különböző fenyők, a hegyoldalakban a magyaltölgyek a jellemző fák, valamint nagy területet borítanak az alacsonyabb növényekből álló társulások, melyek jellemző fajai az akáciák, a fügekaktuszok, a pitaja, szilvafák és a Eysenhardtia polysta.
Az állatok közül említésre érdemesek a szarvasok, a vörös hiúz, a vadpulyka, különféle csörgőkígyók, nyulak, mókusok, vaddisznók és a coralillo nevű kígyó.

## Népesség
A község lakóinak száma a közelmúltban hullámzott: hol csökkent, hol nőtt. A községben jelentős számban élnek a vicsol törzshöz tartozó indiánok. A népességváltozásokat szemlélteti az alábbi táblázat:
| Év   | Lakosság |
| ---- | -------- |
| 1990 | 6393     |
| 1995 | 5032     |
| 2000 | 5377     |
| 2005 | 5019     |
| 2010 | 6820     |

## Települései
A községben 2010-ben 165 lakott helyet tartottak nyilván, de nagy részük igen kicsi: 73 településen 10-nél is kevesebben éltek. A jelentősebb helységek:
| Település                                  | Lakosság (2010) |
| ------------------------------------------ | --------------- |
| Tuxpan de Bolaños                          | 1269            |
| Bolaños (községközpont)                    | 924             |
| El Tepec                                   | 746             |
| Huilacatitlán (Huila)                      | 435             |
| Coamostita                                 | 187             |
| Mesa de Pajaritos                          | 140             |
| Barranca del Tule                          | 136             |
| Mesa de los Sabinos (Rancho el Puertecito) | 119             |
| Bajío del Tule                             | 113             |
| El Jomate                                  | 110             |
| El Banco del Venado                        | 103             |